# Akakir
Akakir (arab. عكاكير) – miejscowość w Syrii, w muhafazie Hama. W 2004 roku liczyła 2495 mieszkańców.